# Lilian Rolfe

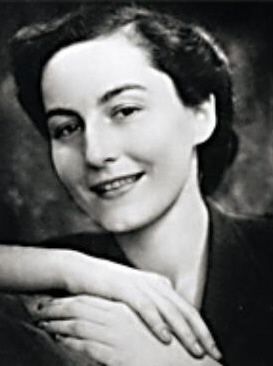
Lilian Rolfe

Lilian Verna Rolfe (Parijs, 26 april 1914 – Ravensbrück, 27 januari 1945) was een Britse geheim agente in Frankrijk tijdens de Tweede Wereldoorlog.

## Jeugd
Lilian en haar tweelingzuster Helen Fedora Rolfe waren de dochters van de Britse accountant George Rolfe die in Parijs werkte en een Franse moeder van Russische afkomst. Thuis spraken ze Frans, maar ze gingen ook regelmatig naar hun grootouders in Engeland, waar ze Engels leerden. Haar vader kreeg een nieuwe baan in Rio de Janeiro en het gezin emigreerde. Lilian kreeg daar een baan bij de Canadese ambassade. Bij uitbraak van de Tweede Wereldoorlog ging ze bij de Britse ambassade werken.

## Opleiding
In 1943 ging ze naar Londen en vervoegde ze met stamnummer 2149745 de Women's Auxiliary Air Force. Omdat ze vloeiend Frans sprak, rekruteerde de Special Operations Executive haar op 26 november 1943 met stamnummer 9907. Ze kreeg een opleiding als radio-operator.

## Verzet
In de nacht van 5 op 6 april 1944 vertrok ze met een Westland Lysander uit Tempsford en werd ze met een vals paspoort als Claude Irène Rodier gedropt bij Tours. In drie maanden seinde ze 67 radioberichten naar Londen voor het netwerk "Historian" van George Alfred Wilkinson. Ze bracht verslag uit over Duitse troepenbewegingen en organiseerde droppings van wapens en voorraden. Bij Olivet (Loiret) raakte ze betrokken in een vuurgevecht met de Duitsers.

## Arrestatie
Na D-Day pakte de Gestapo op 26 juni haar bevelvoerder Wilkinson op in Olivet. Rolfe bleef berichten verzenden voor zijn opvolger Pierre Charié tot ze op 31 juli 1944 zelf bij haar zender werd opgepakt te Nargis in het huis van de onderwijzers Maurice en Jeannette Verdier. Op 31 juli 1944 werd ze naar de gevangenis van Fresnes gebracht.

## Ravensbrück
Op 8 augustus 1944 werd ze naar Neue Bremm gevoerd en dan naar Torgau. In de winter van 1944/45 moesten ze te Königsberg boomstronken rooien om een vliegveld aan te leggen. In januari 1945 werd ze weer naar Ravensbrück gevoerd. Op 27 januari 1945  volgens gevangenenboek Ravensbruck werd ze terechtgesteld en haar lijk werd gecremeerd.
Ze ontving postuum een Croix de guerre (Frankrijk). Te Montargis waar ze actief was geweest, werd een straat "Rue Claudie Rolfe" naar haar genoemd.
- SNAC: w63k464d